# 匡翼之
匡翼之（1456年—1517年），字敬敷，號雲溪，山東膠州千戶所官籍，直隸淮安府贛榆縣人，明朝政治人物。

## 生平
成化十年（1474年）甲午科山東鄉試第七十一名舉人。成化二十三年（1487年）丁未科進士。弘治四年（1491年）五月授南京贵州道监察御史，丁憂服闋，十四年閏七月改北京云南道御史，清理陕西军政，清除积弊。十六年巡按贵州，弹劾不避权贵。十八年二月升四川按察司副使，正德初年，因忤權閹刘瑾，降为浙江桐庐知县。遷河南汝宁府同知，四年十一月升湖广佥事，五年四月升陕西右参议，九月升浙江副使，六年二月升陕西苑马寺卿，十一年九月官至广东按察使。卒年六十二。

## 詩作
- 《再游秦山》[4]

吾生真欲访丹邱，不惮乘槎续旧游。
古径竹深难见日，水乡殿晚易生秋。
昔逢樵子还青眼，前度刘郎已白头。
正喜烟波开四面，好于西北望龙楼。

## 家族
曾祖匡德，正千戶；祖父匡濟，千戶；父匡茂，前母婁氏；母郭氏。具庆下。兄直之。弟振之。